# جيفري ميلر
جيفري ميلر (بالإنجليزية: Geoffrey D. Miller)‏ (و. 1949 – م) هو عسكري محترف من الولايات المتحدة الأمريكية ولد في غاليبوليس، أوهايو.

## التعليم
تعلم في جامعة ولاية أوهايو، وجامعة جنوب كاليفورنيا.